# Кованько Петро Леонідович
Петро Леонідович Кова́нько (27 червня (9 липня) 1876, м. Армянськ, АР Крим — після 1959) — український правознавець і економіст.

## Біографія
Після закінчення юридичного факультету Університету св. Володимира у 1899 році, був залишений на кафедрі фінансового права для підготовки до професорського звання. Одночасно займався викладанням права у Київській жіночій торговельній школі (з 1900) та Київському жіночому комерційному училищі (з 1904).
Після того як склав 1909 року магістерські іспити у 1910 році перейшов на посаду приват-доцента Київського університету. У 1911—1914 роках перебував у закордонних наукових відрядженнях (Берлін, Мюнхен, Париж). У 1914 році захистив магістерську дисертацію, у 1919 році обраний професором університету.
Одночасно з 1913 року доцент, а з 1914 — екстраординарний професор кафедри прикладної економіки Київського комерційного інституту. У 1917—1919 роках був деканом економічного факультету цього інституту.
В 1919 р. на захист докторської дисертації видав монографію з фінансових проблем міського землеволодіння, але сам захист не відбувся через революційні події.
У вересні 1919 — червні 1921 р. викладав у Кубанському політехнічному інституті та Кубанському університеті (м. Краснодар, РФ).
Після повернення до Києва у 1921 році, на посаді декана соціально-правового факультету (юридичного) факультету, а з грудня 1921 р. — декан соціально-економічного факультету Київського інституту народного господарства. З 1926 року — професор КІНГ і за сумісництвом професор і у 1926—1927 роках декан кредитного факультету Київського кооперативного інституту. Також викладав у торгово-промисловому технікумі.
У жовтні 1930 року звільнений з Київського інституту народного господарства у зв'язку з реорганізацією. Під час Другої світової війни емігрував до Німеччини. Працював в Інституті з вивчення СРСР у Мюнхені як П. Л. Кованько-Кованьківський.

## Наукова діяльність
Один з провідних українських вчених у галузі фінансів і фінансового права. Кафедра місцевих фінансів, яку створив у 1919 році при Київському комерційному інституті, була першою такого роду на теренах майбутнього Радянського Союзу. Наукові дослідження були присвячені насамперед проблемам бюджетного права. В еміграції вивчав бюджетну політику СРСР, в останніх працях критикував «радянський імперіалізм» загалом.
Був членом Комісії для виучування фінансових та банківських питань ВУАН у 1926—1928 роках. Був членом наукової асамблеї та вченої ради Інституті з вивчення СРСР у Мюнхені. Дійсний член УВАН у Канаді.

## Публікації
Науковий доробок вченого складає більше 30 наукових праць, основні, з них:
- Главнейшие реформы, проведенные Н. Х. Бунге в финансовой системе России. Опыт критической оценки деятельности Н. Х. Бунге как министра финансов (1881—1887 гг.). — К., 1901.
- Конспект курса коммерции для торговых школ. Ч. 1—2. К., 1901—1902; Педагогический авторитет. — К., 1905.
- Содержание и сущность бюджетного права. К., 1910; Государственные расходы России по предметам назначения за 1903—1911 гг. // Тр. Киев. юрид. об-ва, состоящего при Ун-те св. Владимира за 1909—1910 гг. — К., 1912.
- Реформа 19 февраля 1861 года и ее последствия с финансовой точки зрения. (Выкупная операция: 1861—1907 гг.). — К., 1914.
- Финансовые проблемы землевладения русских городов // Изв. Киев. коммерчес. ин-та. 1919. Т. 32; Коммунальные предприятия на Украине // Науч. зап. Киев. ин-та нар. хоз-ва. 1924. Т. 4—5.
- Бюджеты городов Украины. — Х., 1925.
- Финансы СССР во вторую мировую войну. — Мюнхен, 1951.
- Финансы СССР после второй мировой войны: (В сравнительном освещении). — Мюнхен, 1954.
- Бюджет СССР: Историко-критический обзор. — Мюнхен, 1956.